# Hacienda de Chichimequillas
La Hacienda de Chichimequillas es un conjunto arquitectónico ubicado en el estado de Querétaro, México. Desde agosto de 2010 es considerada como Patrimonio de la Humanidad por la Unesco como parte del Camino Real de Tierra Adentro. Es de las pocas haciendas virreinales que todavía se dedican a la producción agrícola en la actualidad.

## Historia
La construcción de la Hacienda de Chichimequillas inició el 1691 de mano de la Orden de los Carmelitas Descalzos. El nombre de Chichimequillas deriva del náhuatl y significa «tierra roja». La ubicación fue seleccionada debido a su cercanía con la Ruta de la Plata, lo cual convirtió a la hacienda en un punto de descanso y comercio en la ruta. La hacienda se dedicó a la cría de ganado y aves, así como el cultivo de maíz, frijol, calabaza y vid. Igualmente fue usada como punto de partida para la evangelización de las poblaciones chichimecas de la región.
Durante el siglo XVIII fue construido un mesón con cal y canto para atender a los viajeros de la Ruta de la Plata. En el siglo XIX se construyó un molino y una capilla dedicada a Santa Teresa de Jesús. También se edificó una presa para abastecer de agua al complejo, la cual fue nombrada como «El Carmen». En 1813 se concluyó la construcción del casco central de la hacienda, que incluía diversas escuelas de oficios administradas por los carmelitas.
En 1851 la hacienda fue comprada por el presidente de México, Mariano Arista. En 1853 Arista renunció a la presidencia y fue desterrado. La propiedad de la hacienda pasó a Hermenegildo Feliú. Para mediados del siglo XIX la hacienda abarcaba 20 900 hectáreas. En 1885 fue adquirida por el español Remigio Noriega Lazo. Desde entonces Chichimequillas se ha mantenido como patrimonio de su familia. Entre los cambios hechos por Noriega está el colocar dentro de la capilla de la hacienda una imagen del Santo Cristo de Burgos. También llevó a cabo la construcción de una segunda presa, llamada «Del Pilar», la cual colapsó en 1916 por el impacto de un rayo.